# Seznam kardinálů zemřelých v 19. století
Toto je seznam kardinálů zemřelých v 19. století:

## Zemřelí v roce 1804
- František de Paula Hrzán z Harasova (5. dubna 1735 – 1. června 1804)

## Zemřelí v roce 1807
- Jindřich Benedikt Stuart (6. března 1725 – 1. července 1807)

## Zemřelí v roce 1811
- Antonín Theodor Colloredo-Waldsee (29. června 1729 – 12. září 1811)

## Zemřelí v roce 1816
- Giuseppe Maria kardinál Doria Pamphilj (11. listopadu 1751 – 8. února 1816)
- Ferdinando Maria kardinál Saluzzo (20. listopadu 1744 – 3. listopadu 1816)

## Zemřelí v roce 1817
- Lorenzo kardinál Caleppi (29. dubna 1741 – 10. ledna 1817)
- Romoaldo kardinál Braschi-Onesti (19. července 1753 – 30. dubna 1817)
- Jean-Sifrein kardinál Maury (28. června 1746 – 10. května 1817)
- Antonio kardinál Lante Montefeltro Della Rovere (17. prosince 1737 – 23. října 1817)
- Camillo kardinál de Simeoni (13. prosince 1737 – 31. prosince 1817)

## Zemřelí v roce 1818
- Carlo kardinál Crivelli (20. května 1736 – 19. ledna 1818)
- José Francisco Miguel António kardinál de Mendonça Valdereis (2. října 1725 – 11. února 1818)
- Pedro Benito Antonio kardinál de Quevedo y Quintano (12. ledna 1736 – 28. března 1818)
- Alessandro kardinál Lante Montefeltro Della Rovere (27. listopadu 1762 – 14. července 1818)
- Alphonse-Hubert-Guillaume kardinál de Latier de Bayane (30. října 1739 – 27. července 1818)
- Lorenzo Prospero kardinál Bottini (2. března 1737 – 11. srpna 1818)
- Francesco kardinál Carafa della Spina di Traetto (29. dubna 1722 – 20. září 1818)
- Antonio kardinál Dugnani (18. června 1748 – 17. října 1818)
- Étienne-Hubert kardinál de Cambacéres (11. září 1756 – 25. října 1818)

## Zemřelí v roce 1819
- Maria Thaddäus kardinál von Trautmannsdorff (28. května 1761 – 20. ledna 1819)
- Giovanni Battista kardinál Zauli (25. listopadu 1743 – 21. července 1819)
- Alessandro kardinál Malvasia (26. dubna 1748 – 12. září 1819)
- Giovanni Filippo kardinál Gallarati Scotti (25. února 1747 – 6. října 1819)

## Zemřelí v roce 1820
- Diego Innico kardinál Caracciolo di Martina (18. července 1759 – 24. ledna 1820)
- Francisco Antonio Xavier kardinál de Gardoqui y Arriquibar (9. října 1747 – 27. ledna 1820)
- Francisco Antonio kardinál Cebrián y Valda (19. února 1734 – 10. února 1820)
- Alessandro kardinál Mattei (20. února 1744 – 20. dubna 1820)
- Lorenzo kardinál Litta (23. února 1756 – 1. května 1820)
- Giovanni Battista kardinál Quarantotti (27. září 1733 – 15. září 1820)

## Zemřelí v roce 1821
- Antonio Maria kardinál Doria Pamphilj (28. března 1749 – 31. ledna 1821)
- César-Guillaume kardinál de La Luzerne (7. července 1738 – 21. června 1821)
- Michele kardinál Di Pietro (18. ledna 1747 – 2. července 1821)
- Alexandre-Angélique kardinál de Talleyrand-Périgord (18. října 1736 – 20. října 1821)

## Zemřelí v roce 1822
- Francesco kardinál Fontana B (28. srpna 1750 – 19. března 1822)
- Franz Xaver kardinál von Salm-Reifferscheidt-Krautheim (1. února 1749 – 19. dubna 1822)
- Nicola kardinál Riganti (24. března 1744 – 31. srpna 1822)
- Carlo Andrea kardinál Pelagallo (30. března 1747 – 6. září 1822)
- Giulio kardinál Gabrielli mladší (20. července 1748 – 26. září 1822)

## Zemřelí v roce 1823
- Luis María kardinál de Borbón y Vallabriga (22. května 1777 – 19. března 1823)
- Antonio Felice kardinál Zondadari (14. ledna 1740 – 13. dubna 1823)
- Viviano kardinál Orfini (23. srpna 1751 – 8. května 1823)
- Domenico kardinál Spinucci (2. března 1739 – 21. prosince 1823)

## Zemřelí v roce 1824
- Ercole kardinál Consalvi (8. června 1757 – 24. ledna 1824)
- Luigi kardinál Pandolfi (6. září 1751 – 2. února 1824)
- Louis-François kardinál de Bausset-Roquefort (14. prosince 1748 – 21. června 1824)
- Antonio Gabriele kardinál Severoli (28. února 1757 – 8. září 1824)
- Paolo Giuseppe kardinál Solaro (24. ledna 1743 – 9. září 1824)

## Zemřelí v roce 1825
- Antonio Lamberto kardinál Rusconi (19. června 1743 – 1. srpna 1825)
- Luigi kardinál Ercolani (17. října 1758 – 10. prosince 1825)
- Carlos kardinál da Cunha e Meneses (9. dubna 1759 – 14. prosince 1825)

## Zemřelí v roce 1826
- Stanislao kardinál Sanseverino (13. července 1764 – 11. května 1826)
- Fabrizio kardinál Turriozzi (16. listopadu 1755 – 9. listopadu 1826)
- Dionisio kardinál Bardaxí y Azara (7. října 1760 – 3. prosince 1826)

## Zemřelí v roce 1827
- Johann Baptist Kasimir kardinál von Häffelin (3. ledna 1737 – 27. srpna 1827)
- Fabrizio Dionigi kardinál Ruffo (16. září 1744 – 13. prosince 1827)

## Zemřelí v roce 1828
- Francesco kardinál Serlupi-Crescenzi (26. října 1755 – 6. února 1828)
- Carlo Francesco Maria kardinál Caselli O.S.M. (20. října 1740 – 20. dubna 1828)
- Giuseppe Maria kardinál Spina (11. března 1756 – 13. listopadu 1828)
- Francesco kardinál Guidobono Cavalchini (4. prosince 1755 – 5. prosince 1828)

## Zemřelí v roce 1829
- Giovanni Francesco kardinál Marazzani Visconti (11. srpna 1755 – 18. února 1829)
- Anne-Louis-Henri kardinál de La Fare (8. září 1752 – 10. prosince 1829)

## Zemřelí v roce 1830
- Giuseppe kardinál Firrao mladší (20. července 1736 – 24. ledna 1830)
- Anne-Antoine-Jules kardinál de Clermont-Tonnerre (1. ledna 1749 – 21. února 1830)
- Giulio Maria kardinál Cavazzi della Somaglia (29. července 1744 – 2. dubna 1830)
- Francesco kardinál Bertazzoli (1. května 1754 – 7. dubna 1830)
- Remigio kardinál Crescini, O.S.B. (5. května 1757 – 20. července 1830)
- Francesco kardinál Cesarei Leoni (1. ledna 1757 – 25. července 1830)
- Pietro kardinál Vidoni mladší (2. září 1759 – 10. srpna 1830)
- Pietro kardinál Gravina (16. prosince 1749 – 6. prosince 1830)

## Zemřelí v roce 1831
- Belisario kardinál Cristaldi (11. července 1764 – 25. února 1831)
- Rudolf Johannes Joseph Rainier kardinál von Habsburg-Lothringen (9. ledna 1788 – 24. července 1831)
- Alexander kardinál Rudnay Divékújfalusi (4. října 1760 – 13. září 1831)
- Ignazio kardinál Nasalli-Ratti (7. října 1750 – 2. prosince 1831)
- Teresio Maria Carlo Vittorio kardinál Ferrero della Marmora (15. října 1757 – 30. prosince 1831)

## Zemřelí v roce 1832
- Bonaventura kardinál Gazzola OFM (21. dubna 1744 – 29. ledna 1832)
- Raffaele kardinál Mazzio (24. října 1765 – 4. února 1832)
- Cesare kardinál Guerrieri Gonzaga (2. března 1749 – 5. února 1832)
- Benedetto kardinál Naro (26. července 1744 – 6. října 1832)
- Luigi kardinál Ruffo Scilla (25. srpna 1750 – 17. listopadu 1832)

## Zemřelí v roce 1833
- Tommaso kardinál Arezzo (16. prosince 1756 – 3. února 1833)
- Louis-François-Auguste kardinál de Rohan-Chabot (29. února 1788 – 8. února 1833)
- Lorenzo Girolamo kardinál Mattei (28. května 1748 – 24. července 1833)
- Giovanni kardinál Caccia-Piatti (8. června 1751 – 15. září 1833)

## Zemřelí v roce 1834
- Pietro kardinál Caprano (28. února 1759 – 24. února 1834)
- Benedetto kardinál Cappelletti (2. listopadu 1764 – 15. května 1834)
- Antonio Maria kardinál Frosini (8. září 1751 – 8. července 1834)
- Antonio kardinál Pallotta (23. února 1770 – 19. července 1834)
- Giacinto Placido kardinál Zurla OSB (2. dubna 1769 – 29. října 1834)
- Giuseppe Andrea kardinál Albani (13. září 1750 – 3. prosince 1834)

## Zemřelí v roce 1835
- Francesco kardinál Canali (20. října 1764 – 11. dubna 1835)
- Francesco Maria kardinál Pandolfi Alberici (18. března 1764 – 3. června 1835)

## Zemřelí v roce 1836
- Pedro kardinál Inguanzo Rivero (22. prosince 1764 – 30. ledna 1836)
- Jean-Louis-Anne-Madelain kardinál Lefebvre de Cheverus (28. ledna 1768 – 19. července 1836)
- Luigi kardinál Bottiglia Savoulx (16. února 1752 – 14. září 1836)
- Giuseppe Maria kardinál Velzi OP (8. března 1767 – 23. listopadu 1836)

## Zemřelí v roce 1837
- Thomas kardinál Weld (22. ledna 1773 – 10. dubna 1837)
- Pietro Francesco kardinál Galleffi (27. října 1770 – 18. června 1837)
- Gaetano Maria Giuseppe Benedetto Placido Vincenzo kardinál Trigona e Parisi (asi 2. června 1767 – 5. července 1837)
- Cesare kardinál Brancadoro (28. srpna 1755 – 12. září 1837)
- Luigi kardinál Frezza (27. května 1783 – 14. října 1837)
- Domenico kardinál De Simone (29. listopadu 1768 – 9. listopadu 1837)
- Giorgio kardinál Doria Pamphilj Landi (17. listopadu 1772 – 16. listopadu 1837)
- Cesare kardinál Nembrini Pironi Gonzaga (27. listopadu 1768 – 5. prosince 1837)

## Zemřelí v roce 1838
- Giovanni Antonio kardinál Benvenuti (16. května 1765 – 14. listopadu 1838)

## Zemřelí v roce 1839
- Joseph kardinál Fesch (3. ledna 1763 – 13. května 1839)
- Giuseppe Antonio kardinál Sala (27. října 1762 – 23. června 1839)
- Joachim-Jean-Xavier kardinál d'Isoard (23. října 1766 – 7. října 1839)
- Francesco kardinál Tiberi Contigliano (4. ledna 1773 – 28. října 1839)
- Emmanuele kardinál de Gregorio (18. prosince 1758 – 7. listopadu 1839)
- Jean-Baptist Marie Anne Antoine kardinál de Latil (6. března 1761 – 1. prosince 1839)

## Zemřelí v roce 1840
- Patrício kardinál da Silva OSA (5. října 1756 – 3. ledna 1840)
- Ercole kardinál Dandini (25. července 1759 – 22. července 1840)
- Giovanni Francesco kardinál Falzacappa (7. dubna 1767 – 18. listopadu 1840)

## Zemřelí v roce 1841
- Juan Francisco kardinál Marco y Catalán (24. října 1771 – 16. března 1841)
- Antonio Domenico kardinál Gamberini (31. října 1760 – 25. dubna 1841)
- Giuseppe kardinál della Porta Rodiani (5. září 1773 – 18. prosince 1841)

## Zemřelí v roce 1842
- Giuseppe kardinál Morozzo Della Rocca (12. března 1758 – 22. března 1842)
- Agostino kardinál Rivarola (14. března 1758 – 7. listopadu 1842)

## Zemřelí v roce 1843
- Giacomo kardinál Giustiniani (20. prosince 1769 – 24. února 1843)
- Fabrizio kardinál Sceberras Testaferrata (1. dubna 1757 – 3. srpna 1843)
- Alessandro kardinál Giustiniani (3. února 1778 – 11. října 1843)
- Carlo Maria kardinál Pedicini (2. listopadu 1769 – 19. listopadu 1843)
- Alessandro kardinál Spada (4. dubna 1787 – 16. prosince 1843)

## Zemřelí v roce 1844
- Gustave Maximilien Juste kardinál de Croÿ-Solre (12. září 1773 – 1. ledna 1844)
- Filippo kardinál Giudice Caracciolo CO (27. března 1785 – 29. ledna 1844)
- Giovanni Battista kardinál Bussi (29. ledna 1755 – 31. ledna 1844)
- Bartolomeo kardinál Pacca (23. prosince 1756 – 19. dubna 1844)
- Silvestro kardinál Belli (29. prosince 1781 – 9. září 1844)

## Zemřelí v roce 1845
- Nicola kardinál Grimaldi (19. července 1768 – 12. ledna 1845)
- Luigi kardinál Del Drago (20. června 1776 – 18. dubna 1845)
- Francisco de São Luís kardinál Saraiva OSB (26. ledna 1766 – 7. května 1845)
- Francesco kardinál Capaccini (14. srpna 1784 – 15. června 1845)
- Giuseppe Antonio kardinál Zacchia Rondinini (22. února 1787 – 26. listopadu 1845)

## Zemřelí v roce 1846
- Paolo kardinál Mangelli Orsi (30. října 1762 – 4. března 1846)
- Joseph kardinál Bernet (4. září 1770 – 5. července 1846)
- Karl Kajetan kardinál von Gaisruck (7. srpna 1769 – 19. listopadu 1846)

## Zemřelí v roce 1847
- Paolo kardinál Polidori (4. ledna 1778 – 23. dubna 1847)
- Ludovico kardinál Micara OFMCap (12. října 1775 – 24. května 1847)
- Francisco Javier kardinál de Cienfuegos y Jovellanos (12. března 1766 – 21. června 1847)
- Charles Januarius Edward kardinál Acton (6. března 1803 – 23. června 1847)
- Giuseppe kardinál Alberghini (13. září 1770 – 30. září 1847)
- Placido Maria kardinál Tadini OCD (11. října 1759 – 22. listopadu 1847)

## Zemřelí v roce 1848
- Francesco Saverio kardinál Massimo (26. února 1806 – 11. ledna 1848)

## Zemřelí v roce 1849
- Pietro kardinál Ostini (27. dubna 1775 – 4. března 1849)
- Giuseppe Gasparo kardinál Mezzofanti (19. září 1774 – 15. března 1849)
- Tommaso Pasquale kardinál Gizzi (22. září 1787 – 3. června 1849)

## Zemřelí v roce 1850
- Ignazio Giovanni kardinál Cadolini (4. listopadu 1794 – 11. dubna 1850)
- Pierre kardinál Giraud (11. srpna 1791 – 17. dubna 1850)
- Francesco kardinál Serra di Cassano (21. února 1783 – 17. srpna 1850)

## Zemřelí v roce 1851
- Giacomo kardinál Monico (26. června 1776 – 25. dubna 1851)
- Carlo kardinál Vizzardelli (2. července 1791 – 24. května 1851)
- Hugues-Robert-Jean-Charles kardinál de La Tour d'Auvergne-Lauraguais (14. srpna 1768 – 20. července 1851)
- Antonio Maria kardinál Cadolini B (10. července 1771 – 1. srpna 1851)
- Paul-Thérèse-David kardinál d'Astros (15. října 1772 – 29. září 1851)

## Zemřelí v roce 1852
- Antonio Francesco kardinál Orioli OFMConv (10. prosince 1778 – 20. února 1852)
- Castruccio kardinál Castracane degli Antelminelli (21. září 1779 – 22. února 1852)
- Tommaso kardinál Bernetti (20. prosince 1779 – 21. března 1852)

## Zemřelí v roce 1853
- Melchior Ferdinand Joseph kardinál von Diepenbrock (6. ledna 1798 – 20. ledna 1853)
- Maximilian Joseph Gottfried kardinál von Sommerau Beeckh (21. prosince 1769 – 31. března 1853)
- Ferdinando Maria kardinál Pignatelli CR (9. června 1770 – 10. května 1853)
- Giacomo Luigi kardinál Brignole (8. května 1797 – 23. června 1853)

## Zemřelí v roce 1854
- Luigi Emmanuele Nicolò kardinál Lambruschini B (16. května 1776 – 12. května 1854)
- Raffaele kardinál Fornari (23. ledna 1787 – 15. června 1854)
- Angelo kardinál Mai (7. března 1782 – 9. září 1854)

## Zemřelí v roce 1855
- Lorenzo kardinál Simonetti (27. května 1789 – 9. ledna 1855)
- Judas Tadeo José kardinál Romo y Gamboa (7. ledna 1779 – 11. ledna 1855)
- Giuseppe kardinál Pecci (13. dubna 1776 – 21. ledna 1855)
- Giovanni kardinál Serafini (15. října 1786 – 1. února 1855)
- Carlo kardinál Oppizzoni (15. dubna 1769 – 13. dubna 1855)
- Pedro Paulo kardinál de Figueiredo da Cunha e Melo  (18. června 1770 – 31. prosince 1855)

## Zemřelí v roce 1856
- Ambrogio kardinál Bianchi OSB (17. října 1771 – 3. března 1856)
- Giacomo Filippo kardinál Fransoni (10. prosince 1775 – 20. dubna 1856)
- Giovanni kardinál Soglia Ceroni (10. října 1779 – 12. srpna 1856)

## Zemřelí v roce 1857
- Juan José kardinál Bonel y Orbe (17. března 1782 – 11. února 1857)
- Tommaso kardinál Riario Sforza (8. ledna 1782 – 14. března 1857)
- Francesco kardinál de' Medici di Ottaiano (28. listopadu 1808 – 11. října 1857)
- Guilherme kardinál Henriques de Carvalho (1. února 1793 – 15. listopadu 1857)

## Zemřelí v roce 1858
- Ugo Pietro kardinál Spinola (29. června 1791 – 2. ledna 1858)
- Mychajlo kardinál Levyckyj (16. srpna 1774 – 14. ledna 1858)
- Adriano kardinál Fieschi (7. března 1788 – 6. února 1858)
- Luigi kardinál Gazzoli (18. března 1774 – 12. února 1858)

## Zemřelí v roce 1859
- Chiarissimo kardinál Falconieri Mellini (25. září 1794 – 2. dubna 1859)
- Jacques-Marie Antoine Célestin kardinál Dupont (2. února 1792 – 26. května 1859)

## Zemřelí v roce 1860
- Michele kardinál Viale-Prelà (29. září 1799 – 15. května 1860)
- Gabriele kardinál Ferretti (31. ledna 1795 – 13. září 1860)
- Vincenzo kardinál Macchi (30. srpna 1770 – 30. září 1860)
- Francesco kardinál Gaude OP (5. dubna 1809 – 14. prosince 1860)

## Zemřelí v roce 1861
- Gabriel kardinál della Genga Sermattei (4. prosince 1801 – 10. února 1861)
- Giovanni kardinál Brunelli (25. června 1795 – 21. února 1861)
- Francesco di Paola kardinál Villadecani (22. února 1780 – 13. června 1861)
- Giacomo kardinál Piccolomini (31. července 1795 – 17. srpna 1861)
- Vincenzo kardinál Santucci (18. února 1796 – 19. srpna 1861)
- Giusto kardinál Recanati OFMCap (9. srpna 1789 – 17. listopadu 1861)

## Zemřelí v roce 1862
- Gaspare Bernardo kardinál Pianetti (7. února 1780 – 30. ledna 1862)
- Manuel Joaquín kardinál Tarancón y Morón (20. března 1782 – 26. srpna 1862)
- François-Nicolas-Madeleine kardinál Morlot (28. prosince 1795 – 29. prosince 1862)

## Zemřelí v roce 1863
- Giuseppe kardinál Cosenza (20. února 1788 – 30. března 1863)
- Benedetto kardinál Colonna Barberini di Sciarra (22. října 1788 – 10. dubna 1863)
- Pietro kardinál Marini (5. října 1794 – 19. srpna 1863)

## Zemřelí v roce 1864
- Domenico kardinál Lucciardi (9. prosince 1796 – 13. března 1864)
- Domenico kardinál Savelli (15. září 1792 – 30. srpna 1864)
- Gaetano kardinál Bedini (15. května 1806 – 6. září 1864)
- Johannes Baptist Jacob kardinál von Geissel (5. února 1796 – 8. září 1864)

## Zemřelí v roce 1865
- Nicholas Patrick Stephen kardinál Wiseman (2. srpna 1802 – 15. února 1865)
- Luigi kardinál Ciacchi (16. srpna 1765 – 17. prosince 1865)

## Zemřelí v roce 1866
- Antonio kardinál Tosti (4. října 1776 – 20. března 1866)
- Antonio kardinál Matteucci (15. března 1802 – 9. července 1866)
- Ján Krstiteľ kardinál Scitovský (6. listopadu 1785 – 19. října 1866)
- Gaetano kardinál Baluffi (29. března 1788 – 11. listopadu 1866)
- Thomas-Marie-Joseph kardinál Gousset (1. května 1792 – 22. prosince 1866)

## Zemřelí v roce 1867
- Antonio Maria kardinál Cagiano de Azevedo (14. prosince 1797 – 13. ledna 1867)
- Clément kardinál Villecourt (9. října 1787 – 17. ledna 1867)
- Fernando kardinál de la Puente y Primo de Rivera (28. srpna 1808 – 20. března 1867)
- Lodovico kardinál Altieri (17. července 1805 – 11. srpna 1867)
- Roberto Giovanni F. kardinál Roberti (23. prosince 1788 – 7. listopadu 1867)
- Giuseppe kardinál Bofondi (24. října 1795 – 2. prosince 1867)
- Engelbert kardinál Sterckx (2. listopadu 1792 – 4. prosince 1867)
- Giuseppe kardinál Ugolini (6. ledna 1783 – 19. prosince 1867)

## Zemřelí v roce 1868
- Girolamo kardinál d'Andrea (12. dubna 1812 – 14. května 1868)

## Zemřelí v roce 1869
- Juraj kardinál Haulík Váralyai (20. dubna 1787 – 11. května 1869)
- Manuel Bento kardinál Rodrigues da Silva CRSJE (25. prosince 1800 – 26. září 1869)
- Francesco kardinál Pentini (11. prosince 1797 – 17. prosince 1869)
- Karl August kardinál von Reisach (6. července 1800 – 22. prosince 1869)

## Zemřelí v roce 1870
- Louis-Jacques-Maurice kardinál de Bonald (30. října 1787 – 25. února 1870)
- Matteo Eustachio kardinál Gonella (20. září 1811 – 15. dubna 1870)
- Cosimo kardinál Corsi (10. června 1798 – 7. října 1870)
- Mario kardinál Mattei (6. září 1792 – 7. října 1870)
- Enrico kardinál Orfei (23. října 1800 – 22. prosince 1870)

## Zemřelí v roce 1872
- Cirilo kardinál Alameda y Brea OFM (9. července 1781 – 30. června 1872)
- Niccola kardinál Clarelli Parracciani (12. dubna 1799 – 7. července 1872)
- Angelo kardinál Quaglia (28. srpna 1802 – 27. srpna 1872)

## Zemřelí v roce 1873
- Miguel kardinál García Cuesta (6. října 1803 – 14. dubna 1873)
- Alexis kardinál Billiet (28. února 1783 – 30. dubna 1873)
- Giuseppe kardinál Milesi Pironi Ferretti (9. března 1817 – 2. srpna 1873)

## Zemřelí v roce 1874
- Camillo kardinál Tarquini SJ (27. září 1810 – 15. února 1874)
- Alessandro kardinál Barnabò (2. března 1801 – 24. února 1874)
- Mariano kardinál Falcinelli Antoniacci OSB (16. listopadu 1806 – 29. května 1874)

## Zemřelí v roce 1875
- Lorenzo kardinál Barili (1. prosince 1801 – 8. března 1875)
- Jacques-Marie-Adrien-Césaire kardinál Mathieu (20. ledna 1796 – 9. července 1875)
- Gaspare kardinál Grassellini CO (19. ledna 1796 – 16. září 1875)
- Salvatore kardinál Nobili Vitelleschi (21. července 1818 – 17. října 1875)
- Pietro kardinál de Silvestri (13. února 1803 – 19. listopadu 1875)
- Joseph Othmar kardinál von Rauscher (6. října 1797 – 24. listopadu 1875)

## Zemřelí v roce 1876
- Maximilian Joseph kardinál von Tarnóczy-Sprinzenberg (24. října 1806 – 4. dubna 1876)
- Luis kardinál de la Lastra y Cuesta (1. prosince 1803 – 5. května 1876)
- Giacomo kardinál Antonelli (2. dubna 1806 – 6. listopadu 1876)
- Mariano Benito kardinál Barrio y Fernández (22. listopadu 1805 – 20. listopadu 1876)
- Costantino kardinál Patrizi Naro (4. září 1798 – 17. prosince 1876)

## Zemřelí v roce 1877
- Luigi kardinál Vannicelli Casoni (16. dubna 1801 – 21. dubna 1877)
- Giuseppe Luigi kardinál Trevisanato (15. února 1801 – 28. dubna 1877)
- Filippo kardinál de Angelis (16. dubna 1792 – 8. července 1877)
- Giuseppe Andrea kardinál Bizzarri (11. května 1802 – 26. srpna 1877)
- Sisto kardinál Riario Sforza (5. prosince 1810 – 29. září 1877)
- Annibale kardinál Capalti (21. ledna 1811 – 18. října 1877)

## Zemřelí v roce 1878
- Godefroy kardinál Brossay-Saint-Marc (5. února 1803 – 26. února 1878)
- Luigi kardinál Amat di San Filippo e Sorso (20. června 1796 – 30. března 1878)
- Giuseppe kardinál Berardi (28. září 1810 – 6. dubna 1878)
- Alessandro kardinál Franchi (25. června 1819 – 31. července 1878)
- Paul kardinál Cullen (29. dubna 1803 – 24. října 1878)
- Fabio Maria kardinál Asquini (14. srpna 1802 – 23. prosince 1878)

## Zemřelí v roce 1879
- Antonio Benedetto kardinál Antonucci (17. září 1798 – 28. ledna 1879)
- Filippo Maria kardinál Guidi OP (18. července 1815 – 27. února 1879)
- Carlo Luigi kardinál Morichini (21. listopadu 1805 – 26. dubna 1879)
- Domenico kardinál Carafa della Spina di Traetto (12. července 1805 – 17. června 1879)

## Zemřelí v roce 1880
- Louis-Édouard-François-Désiré kardinál Pie (26. září 1815 – 18. května 1880)
- Francesco Saverio kardinál Apuzzo (6. dubna 1807 – 30. července 1880)
- Bartolomeo kardinál Pacca mladší (25. února 1817 – 14. října 1880)

## Zemřelí v roce 1881
- René-François kardinál Régnier (17. července 1794 – 3. ledna 1881)
- Johann Baptist Rudolf kardinál Kutschker (11. dubna 1810 – 27. ledna 1881)
- Manuel kardinál García Gil OP (14. března 1802 – 28. dubna 1881)
- Vincenzo kardinál Moretti (14. listopadu 1815 – 6. října 1881)
- Prospero kardinál Caterini (15. října 1795 – 28. října 1881)
- Pietro kardinál Gianelli (11. srpna 1807 – 5. listopadu 1881)
- Edoardo Lodovico Carlo Renato Giovanni Benedetto kardinál Borromeo Arese (3. srpna 1822 – 30. listopadu 1881)

## Zemřelí v roce 1882
- Joaquín kardinál Lluch y Garriga OCarm (22. února 1816 – 28. září 1882)
- Domenico kardinál Sanguigni (27. června 1809 – 20. listopadu 1882)
- Ferdinand-François-Auguste kardinál Donnet (16. listopadu 1795 – 23. prosince 1882)

## Zemřelí v roce 1883
- Inácio do Nascimento kardinál de Morais Cardoso (20. prosince 1811 – 23. února 1883)
- Pier Francesco kardinál Meglia (3. listopadu 1810 – 31. března 1883)
- Ruggero Luigi Emidio kardinál Antici Mattei (23. března 1811 – 21. dubna 1883)
- Victor Augustin Isidore kardinál Dechamps CSsR (6. prosince 1810 – 29. září 1883)
- Henri-Marie-Gaston Boisnormand kardinál de Bonnechose (30. května 1800 – 28. října 1883)
- Antonio Saverio kardinál De Luca (28. října 1805 – 28. prosince 1883)

## Zemřelí v roce 1884
- Luigi Maria kardinál Bilio B (25. března 1826 – 30. ledna 1884)
- Andon Bedros IX. kardinál Hassun (15. června 1809 – 28. února 1884)
- Camillo kardinál Di Pietro (10. ledna 1806 – 6. března 1884)
- Enea kardinál Sbarretti (27. ledna 1808 – 1. května 1884)
- Frédéric kardinál de Falloux du Coudray (15. srpna 1815 – 22. června 1884)
- Juan de la Cruz Ignacio kardinál Moreno y Maisanove (24. listopadu 1817 – 28. srpna 1884)
- Bartolomeo kardinál d'Avanzo (3. července 1811 – 20. října 1884)
- Domenico kardinál Consolini (7. června 1806 – 20. prosince 1884)

## Zemřelí v roce 1885
- Edward kardinál MacCabe (14. února 1816 – 11. února 1885)
- Flavio kardinál Chigi (31. května 1810 – 15. února 1885)
- Bedřich Jan Jakub Celestin kardinál Schwarzenberg (6. dubna 1809 – 27. března 1885)
- Pietro kardinál Lasagni (15. června 1814 – 19. dubna 1885)
- Lorenzo kardinál Nina (12. května 1812 – 25. července 1885)
- John kardinál McCloskey (10. března 1810 – 10. října 1885)
- Nicolò Antonio Maria kardinál Panebianco OFMConv (13. srpna 1808 – 21. listopadu 1885)

## Zemřelí v roce 1886
- Angelo Maria kardinál Jacobini (25. dubna 1825 – 3. března 1886)
- Tommaso Maria kardinál Martinelli OSA (4. února 1827 – 30. března 1886)
- Joseph Hippolyte kardinál Guibert OMI (13. prosince 1802 – 8. července 1886)
- Carmine kardinál Gori-Merosi (15. února 1810 – 15. září 1886)
- Johann Baptist Georg kardinál Franzelin SJ (15. dubna 1816 – 11. prosince 1886)

## Zemřelí v roce 1887
- Innocenzo kardinál Ferrieri (14. září 1810 – 13. ledna 1887)
- Louis-Marie-Joseph-Eusèbe kardinál Caverot (26. března 1806 – 23. ledna 1887)
- Giacomo kardinál Cattani (23. ledna 1823 – 14. února 1887)
- Ludovico kardinál Jacobini (6. ledna 1832 – 28. února 1887)
- Domenico kardinál Bartolini (16. května 1813 – 2. října 1887)
- Antonio kardinál Pellegrini (11. srpna 1812 – 2. listopadu 1887)
- Lorenzo Ilarione kardinál Randi (12. července 1818 – 20. prosince 1887)

## Zemřelí v roce 1888
- Włodzimierz kardinál Czacki (16. dubna 1834 – 8. března 1888)
- Ignazio kardinál Masotti (16. ledna 1817 – 31. října 1888)

## Zemřelí v roce 1889
- Jean-Baptiste-François kardinál Pitra OSB (1. srpna 1812 – 9. února 1889)
- Carlo kardinál Sacconi (9. května 1808 – 25. února 1889)
- Lorenzo Antonio kardinál Massaia OFMCap (8. června 1809 – 6. srpna 1889)
- Aimé-Victor-François kardinál Guilbert (15. listopadu 1812 – 15. srpna 1889)
- Placido Maria kardinál Schiaffino OSB(5. září 1829 – 23. září 1889)
- Cölestin Josef kardinál Ganglbauer OSB(20. srpna 1817 – 14. prosince 1889)

## Zemřelí v roce 1890
- Giuseppe kardinál Pecci SJ (15. prosince 1807 – 8. února 1890)
- Luigi kardinál Pallotti (30. března 1829 – 31. července 1890)
- svatý John Henry kardinál Newman CO (21. února 1801 – 11. srpna 1890)
- Joseph kardinál Hergenröther (15. září 1824 – 3. října 1890)

## Zemřelí v roce 1891
- Ján kardinál Šimor (23. srpna 1813 – 23. ledna 1891)
- Carlo kardinál Cristofori (5. ledna 1813 – 30. ledna 1891)
- Josip kardinál Mihalović (16. ledna 1814 – 19. února 1891)
- Gaetano kardinál Alimonda (23. října 1818 – 30. května 1891)
- Lajos kardinál Haynald (3. října 1816 – 4. července 1891)
- Luigi kardinál Rotelli (26. července 1833 – 15. září 1891)
- Victor-Félix kardinál Bernadou (25. června 1816 – 15. listopadu 1891)
- Miguel kardinál Payá y Rico (20. prosince 1811 – 25. prosince 1891)
- Domenico kardinál Agostini (31. května 1825 – 31. prosince 1891)

## Zemřelí v roce 1892
- Henry Edward kardinál Manning (15. července 1808 – 14. ledna 1892)
- Giovanni kardinál Simeoni (12. července 1816 – 14. ledna 1892)
- Gaspard kardinál Mermillod (22. září 1824 – 23. února 1892)
- Augusto kardinál Theodoli (18. září 1819 – 26. června 1892)
- Francesco kardinál Battaglini (13. března 1823 – 8. července 1892)
- Giuseppe kardinál D'Annibale (22. září 1815 – 18. července 1892)
- Bedřich kardinál z Fürstenberka (8. října 1813 – 19. srpna 1892)
- Edward Henry kardinál Howard (13. února 1829 – 16. září 1892)
- Charles Martial Allemand kardinál Lavigerie (31. října 1825 – 26. listopadu 1892)

## Zemřelí v roce 1893
- Joseph-Alfred kardinál Foulon (29. dubna 1823 – 23. ledna 1893)
- Charles-Philippe kardinál Place (14. února 1814 – 5. března 1893)
- Achille kardinál Apolloni (13. května 1823 – 3. dubna 1893)
- Luigi kardinál Giordani (13. října 1822 – 21. dubna 1893)
- Luigi kardinál Sepiacci OSA (12. září 1835 – 26. dubna 1893)
- Tommaso Maria kardinál Zigliara OP (29. října 1833 – 10. května 1893)

## Zemřelí v roce 1894
- Luigi kardinál Serafini (6. června 1808 – 1. února 1894)
- Francesco kardinál Ricci Paracciani (8. června 1830 – 9. března 1894)
- Léon-Benoit-Charles kardinál Thomas (29. května 1826 – 9. března 1894)
- blahoslavený Giuseppe Benedetto kardinál Dusmet O.S.B. (15. srpna 1818 – 4. dubna 1894)
- Albin kardinál Dunajewski (1. března 1817 – 18. června 1894)
- Zeferino kardinál González y Díaz Tuñón O.P. (28. ledna 1821 – 29. listopadu 1894)

## Zemřelí v roce 1895
- Florian Jules Félix kardinál Desprez (14. dubna 1807 – 21. ledna 1895)
- Francisco de Paula kardinál de Benavides y Fernández de Navarrete OS (11. května 1810 – 30. března 1895)
- Fulco Luigi kardinál Ruffo-Scilla (6. dubna 1840 – 29. května 1895)
- Amilcare kardinál Malagola (24. prosince 1840 – 22. června 1895)
- Benito kardinál Sanz y Forés (21. března 1828 – 1. listopadu 1895)
- Carlo kardinál Laurenzi (12. ledna 1821 – 2. listopadu 1895)
- Lucien-Louis-Joseph-Napoleon kardinál Bonaparte (15. listopadu 1828 – 19. listopadu 1895)
- Ignazio Camillo Guglielmo Maria Pietro kardinál Persico OFMCap (30. ledna 1823 – 7. prosince 1895)
- Paul Ludolf kardinál Melchers SJ (6. ledna 1813 – 14. prosince 1895)

## Zemřelí v roce 1896
- Giuseppe Maria kardinál Graniello B (8. února 1834 – 8. ledna 1896)
- Guillaume René kardinál Meignan (12. dubna 1817 – 20. ledna 1896)
- Egidio kardinál Mauri OP (9. prosince 1828 – 13. března 1896)
- Luigi kardinál Galimberti (26. dubna 1836 – 7. května 1896)
- Joseph-Christian-Ernest kardinál Bourret CO (9. prosince 1827 – 10. července 1896)
- Raffaele kardinál Monaco La Valletta (23. února 1827 – 14. července 1896)
- Gaetano kardinál de Ruggiero (12. ledna 1816 – 9. října 1896)
- Gustav Adolf kardinál von Hohenlohe-Schillingsfürst (26. února 1823 – 30. října 1896)
- Jean-Pierre kardinál Boyer (27. července 1829 – 16. prosince 1896)

## Zemřelí v roce 1897
- Guglielmo kardinál Sanfelice D'Acquavella OSB (14. dubna 1834 – 3. ledna 1897)
- Angelo kardinál Bianchi (19. listopadu 1817 – 22. ledna 1897)
- Camillo kardinál Siciliano di Rende (8. června 1847 – 16. května 1897)
- Antolín kardinál Monescillo y Viso (2. září 1811 – 11. srpna 1897)
- Giuseppe kardinál Guarino (6. března 1827 – 22. září 1897)

## Zemřelí v roce 1898
- Elzéar-Alexandre kardinál Taschereau (17. února 1820 – 12. dubna 1898)
- Sylwester kardinál Sembratowicz (3. září 1836 – 4. srpna 1898)

## Zemřelí v roce 1899
- Américo kardinál Ferreira dos Santos Silva (16. ledna 1829 – 21. ledna 1899)
- Agostino kardinál Bausa OP (23. února 1821 – 15. dubna 1899)
- Philipp kardinál Krementz (1. prosince 1819 – 6. května 1899)
- Guillaume-Marie-Romain kardinál Sourrieu (27. února 1825 – 16. června 1899)
- Franz de Paula kardinál von Schönborn-Buchheim-Wolfsthal (24. ledna 1844 – 25. června 1899)
- Teodolfo kardinál Mertel (9. února 1806 – 11. července 1899)
- Isidoro kardinál Verga (29. dubna 1832 – 10. srpna 1899)

## Zemřelí v roce 1900
- Luigi kardinál Trombetta (3. února 1820 – 17. ledna 1900)
- Domenico Maria kardinál Jacobini (3. září 1837 – 1. února 1900)
- Luigi kardinál di Canossa (20. dubna 1809 – 12. března 1900)
- Camillo kardinál Mazzella SJ (10. února 1833 – 26. března 1900)
- Johann Evangelist kardinál Haller (30. dubna 1825 – 5. května 1900)